# M129自動榴彈發射器
M129是一款由美国飛歌-福特所研製、春田兵工廠所生產，並且主要在美军當中服役的航空器以上用作機載武器的自動榴弹发射器，是較早期型的M75的舊式武器有效地重新設計的改進型，發射40×53毫米或火力和初速相對較弱的40×46毫米這二種榴彈。

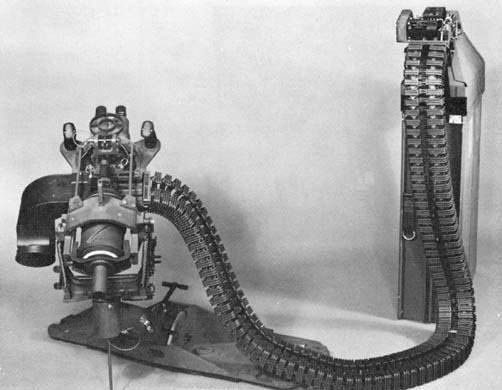
成為XM94系統一部分的M129

## 概述
M129是M75榴彈發射器的重新設計型，重點在於降低後座力，並且改進槍架，以及將射速由M75的225發／分鐘提高至400發／分鐘。M129被安裝在AH-1G“休伊眼鏡蛇”、AH-1Q“休伊眼鏡蛇”、MOD AH-1S和正式生產型AH-1S“眼鏡蛇”所使用的、安裝在機鼻下方的M28（TAT-141）系列武器子系統所使用。M129也被以下機型的使用：
- AH-56“夏延”直升機的XM51武器系統
- UH-1H“休伊”直升機休伊的XM94武器系統
- OH-6A“卡尤塞”輕型直升機的XM8武器系統
- OH-58「奇奧瓦」輕型偵察直升機的XM8武器系統

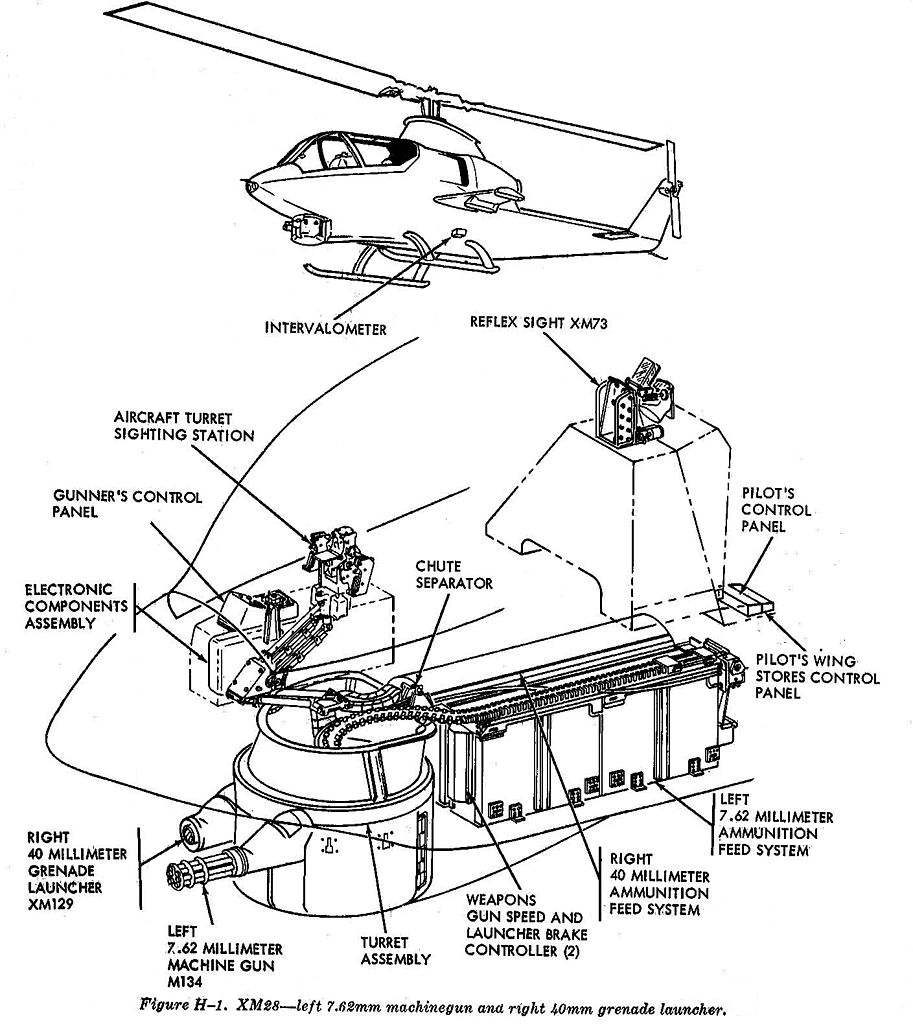
AH-1“眼鏡蛇”使用的XM28武器子系統的原理圖之中，包括一挺XM129榴彈發射器

## 設計
M129是有效的舊式M75的重新設計型，其中包括裝上了一個同軸心凸輪和改進型安裝接口。M75的主要問題是，由於將槍管設於全具榴彈發射器運轉的鼓狀凸輪組件下方，因而產生了轉矩，導致震動太大。而M129則把鼓狀凸輪安裝在槍管後面，使槍管與鼓狀凸輪為同軸心的，從而消除轉矩過大的問題。除此之外，該武器的操作非常類似於M75的，上述的鼓狀凸輪組件和凸輪組件仍然呈現本身，武器仍然是由電力驅動而彈藥仍然是通過彈鏈系統供彈。其他在M129上作出的一些改善措施，尤其是最主要的在於新增了一個特別的供彈機盤可讓M129發射低速的40×46毫米和高速的40×53毫米這二種彈藥，和一種可以提供電動操作、手動手搖操作和動態制動單元之間瞬間轉換的機制，以保證在擊發扳機被釋放時發射器的槍管總是停在向前（安全的）位置。

## 使用國
- 美国

## 資料來源
1. 1 2 3 4 5 6 7 8 9  Roger Desbois. . securityarms.som.   [9 January 2011]. （原始内容存档于2019-09-12）.
2. 1 2  . globalsecurity.org.   [9 January 2011]. （原始内容存档于2018-01-16）.
3. ↑  US Army TACOM-RI. 5 October 2005 U.S. ARMY HELICOPTER WEAPONS （页面存档备份，存于）.  Access Date: 25 January 2008

## 外部連結
- （英文）—Global Security—
  - M129 40mm Grenade Launcher （页面存档备份，存于）
  - －Specifications （页面存档备份，存于）
  - －Pictures （页面存档备份，存于）
  - －References （页面存档备份，存于）
- （英文）—M129 40mm Grenade Launcher （页面存档备份，存于）
- （英文）—Helicopter armament subsystems during the Vietnam War （页面存档备份，存于）
- （简体中文）—D Boy Gun World（槍炮世界）—M75/M129榴弹发射器 （页面存档备份，存于）